# Stygiomedusa
Stygiomedusa gigantea, comumente conhecida como água-viva fantasma gigante, é a única espécie do gênero monotípico de águas-vivas de regiões abissais, Stygiomedusa. Ela pertence à família Ulmaridae. Com apenas cerca de 110 avistamentos em 110 anos, é uma água-viva raramente vista, mas acredita-se que esteja espalhada por todo o mundo, com exceção do Oceano Ártico.